# Aula virtual

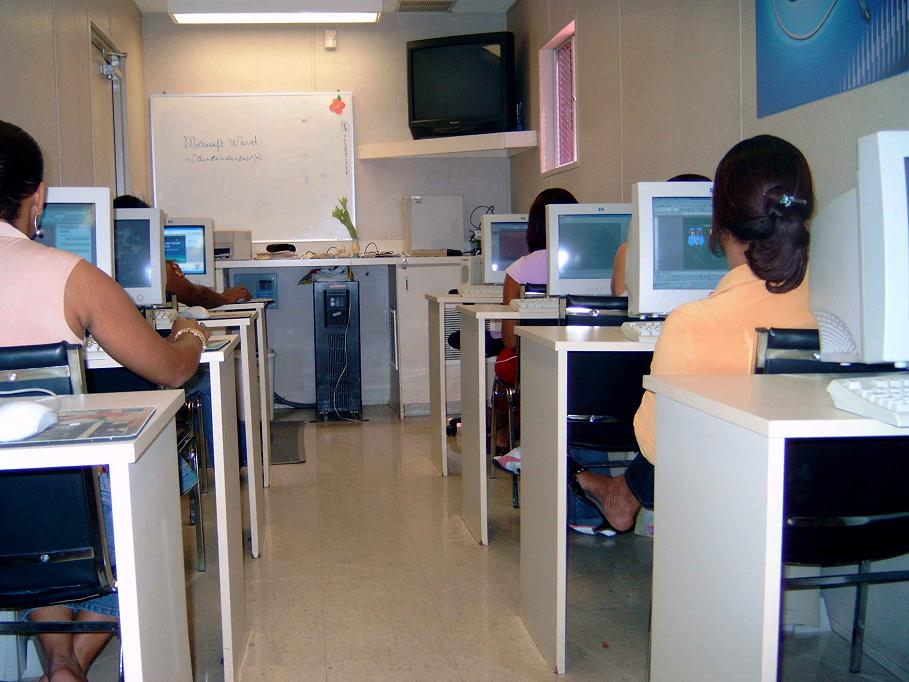
Las aulas virtuales ganan importancia ya que en ellas se ofrece la misma información que la de un libro de texto pero en formato más atractivo.

Las aulas virtuales son una modalidad educativa diferente a las aulas presenciales y se desarrolla de manera complementaria o independiente de las formas tradicionales de educación.  Surgen a partir de la incorporación de las tecnologías de información y comunicación (TIC), a los procesos de enseñanza-aprendizaje. En el aula virtual, los actores principales del proceso de enseñanza-aprendizaje se encuentran en el mismo espacio virtual, donde comparten información, resuelven dudas y discuten temas relacionados con el curso que están cursando. Actualmente se utiliza en muchas universidades, escuelas y organizaciones laborales.

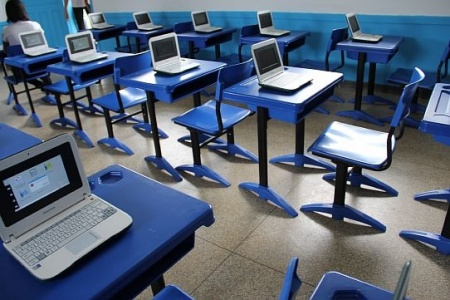
Las Aulas Virtuales, constituyen un entorno digital que posibilita el desarrollo del proceso de aprendizaje aplicando las tecnologías de la información y comunicación (TIC’s)

En este espacio llamado aula virtual se realizan distintas formas de trabajo colaborativo configurando un escenario de enseñanza a través de los recursos de la web.
Las TIC abren una gama de posibilidades de innovación y mejora de los procesos formales de enseñanza y aprendizaje. La mera incorporación de herramientas tecnológicas a las prácticas educativas no garantiza que esa mejora se produzca realmente. De hecho, existen indicios de que lo que ocurre, al menos en determinadas ocasiones, es exactamente lo contrario: que la introducción de las TIC en las prácticas educativas sirve más para reforzar los modelos dominantes y ya establecidos de enseñanza y aprendizaje que para modificarlos.

## Tipos
Se pueden reconocer cuatro dimensiones pedagógicas del aula virtual:
- Informativa: se trata del conjunto de materiales(textual, multimedia, gráfica o audiovisual) que colaboran con los participantes en el acceso autónomo a los conocimientos. Ejemplo de estos materiales son los temarios, clasificaciones, apuntes (en formato: PDF, Word, entre otros), presentaciones multimedia, mapas conceptuales, animaciones, enlaces o hipervínculos a bibliografía complementaria y a sitios de interés que permiten ampliar los contenidos o acceder a nuevos recursos de utilidad.[7]
- Práctica: se vincula con el conjunto de acciones, tareas o actividades planificadas por el docente para facilitar el desarrollo de una experiencia activa en la construcción del conocimiento mediante, por ejemplo: la participación en foros de debate; la lectura y redacción de textos; la realización un diario personal;  el análisis de casos prácticos; la búsqueda de información; la creación de una base de datos; la elaboración proyectos individuales o grupales; la resolución de problemas y/o ejercicios; la planificación y el desarrollo de una investigación; el desarrollo de trabajos colaborativos mediante Wikis;[8] o la realización de,[9] entre otros.
- Comunicativa: trata de la variedad de recursos y acciones que supongan la interacción entre participantes y el docente a través de herramientas tales como los foros, los chats, la mensajería interna, el correo electrónico, la videoconferencia o la audioconferencia.
- Tutorial y evaluativa: Hace referencia a las funciones docentes como tutor o dinamizador de actividades individuales o grupales de aprendizaje, organizador de recursos telemáticos y evaluador de los trabajos y actividades.

## Contexto
El espacio general escolar se presenta como factor del cambio educativo en un modelo innovador de aula llamado ecológico abierto ya que los diferentes actores que intervienen no tienen límites de espacio y tiempo.

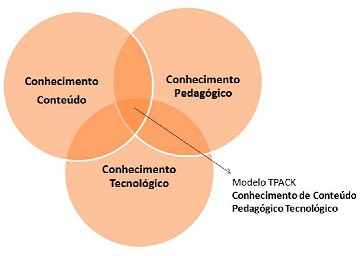
Modelo Tpack. Entrelazado de conocimientos

El modelo educativo en  el cual se basan la mayoría de las  aulas virtuales en la actualidad, se denomina aprendizaje en red o aprendizaje colaborativo, de acuerdo a las teorías constructivistas y socio históricas. El aprendizaje mediado por tecnología  prioriza la interacción colaborativa y el diálogo, se basa en la participación y no en la transmisión, favoreciendo la construcción colaborativa del conocimiento. Estos nuevos escenarios  promueven las conexiones entre los alumnos con los tutores, y facilita el acceso a  diferentes recursos, conformando una comunidad virtual de aprendizaje.
La educación virtual facilita el manejo de la información y de contenidos tanto de quien produce o reproduce los conocimientos, como de los educandos, y está mediada por las tecnologías de la información y la comunicación (TIC), que proporcionan herramientas de aprendizaje más estimulantes y motivadoras que las tradicionales.
Sin duda es un sistema de autoformación en donde cada estudiante es responsable de su propio aprendizaje y conocimiento. El espacio físico del aula se amplía a todo el universo, destacándose su potencial de ubicuidad.(capacidad de ser accedido desde distintos y distantes puntos), lo que permite acceder a la información sin distinción ni restricción. En este sentido, comparte las características de las herramientas de la  web 2.0 por la posibilidad que brinda de un aprendizaje permanente.
Los recursos tecnológicos fueron rechazados dramáticamente por el docente, porque sentía que su rol estaba perdiendo protagonismo en el proceso de enseñanza y aprendizaje. Además de poseer el sentimiento de creer que sus alumnos los podían superar en el manejo de los recursos tecnológicos. La incorporación de cambios en el rol docente, reconvierte su realidad y comienza a ser orientador en el proceso de búsqueda de información mediante herramientas tecnológicas. De esta forma, deja de ser el que tiene toda la información y conocimiento. A raíz de la situación mencionada, es importante implementar proyectos de capacitación para mantener actualizado al docente en el uso de herramientas informáticas
Los recursos educativos distribuidos a través de la Web también son empleados en diversidad de situaciones presenciales. Podemos identificar tres grandes modelos formativos apoyados en e-learning:
- Modelo de enseñanza presencial con apoyo de Internet[14]
- Aprendizaje semipresencial
- Educación a distancia o educación en línea[15]

## Plataformas Open Source
Como su nombre indica, son plataformas de código abierto. Su uso, distribución y modificación son permitidos de acuerdo a la Licencia Open Source. Si bien no se paga una licencia, hay costos asociados al hosting, instalación, configuración y administración de dichas plataformas.
- Moodle
- Claroline
- Chamilo
- Sakai
- ILIAS
- WordPress como LMS (WordPress es un CMS, no un LMS propiamente dicho, pero con algunos plugins o complementos puede convertirse en un LMS).
- Open edX

## Plataformas Propietarias
Plataformas de código cerrado o propietario (también llamado privativo). Dicho código no puede ser accedido y por lo tanto modificado. Algunas de estas plataformas son pagas a través de una licencia de uso mensual o anual (Ej: Blackboard o Educativa) y otras gratuitas (Ej. Edmodo o Google Classroom).
- Blackboard
- ECollege
- Dokeos
- Sumtotal
- Litmos
- Edmodo
- Google Classroom[16]
- Educatina
- Zoom
- Google Meet
- Microsoft Teams